# Coupe de France de football 2013-2014
 (juillet 2018).
Cet article traite uniquement de la compétition masculine. Pour la compétition féminine, voir Coupe de France féminine de football 2013-2014
Navigation
Coupe de France 2012-2013 Coupe de France 2014-2015
La Coupe de France de football 2013-2014 est la 97e édition de la Coupe de France, compétition à élimination directe mettant aux prises des milliers de clubs de football amateurs et professionnels affiliés à la Fédération française de football, qui l'organise conjointement avec les ligues régionales.
La finale a eu lieu le samedi 3 mai 2014 au Stade de France, après treize autres tours à élimination directe. La finale était la revanche de celle de 2009 et opposait le Stade rennais à l'EA Guingamp. Ce dernier a remporté sa deuxième Coupe de France en s'imposant 2 buts à 0.

## Déroulement de la compétition
Le système est le même que celui utilisé les années précédentes.

## Calendrier

### Dates des matchs
| Tour                                                      | Nom                                  | Dates retenues           | Équipes participantes | Équipes gagnantes |
| 1                                                         | Premier tour                         | Dates régionales         | 8264                  | 4132              |
| 2                                                         | Deuxième tour                        | Dates régionales         | 4132                  | 2066              |
| Entrée des clubs de CFA 2                                 |                                      |                          |                       |                   |
| 3                                                         | Troisième tour                       | dimanche 15 septembre    | 2178                  | 1089              |
| Entrée des clubs de CFA                                   |                                      |                          |                       |                   |
| 4                                                         | Quatrième tour                       | dimanche 29 septembre    | 1152                  | 576               |
| Entrée des 20 clubs de National                           |                                      |                          |                       |                   |
| 5                                                         | Cinquième tour                       | dimanche 13 octobre      | 596                   | 298               |
| 6                                                         | Sixième tour                         | dimanche 27 octobre      | 298                   | 149               |
| Entrée des 20 clubs de Ligue 2 et des 7 clubs d'Outre-Mer |                                      |                          |                       |                   |
| 7                                                         | Septième tour                        | sam.-dim. 16-17 novembre | 176                   | 88                |
| 8                                                         | Huitième tour                        | sam.-dim. 7-8 décembre   | 88                    | 44                |
| Entrée des 20 clubs de Ligue 1                            |                                      |                          |                       |                   |
| 9                                                         | Trente-deuxièmes de finale           | sam.-dim. 4-5 janvier    | 64                    | 32                |
| 10                                                        | Seizièmes de finale                  | mar.-mer. 21-22 janvier  | 32                    | 16                |
| 11                                                        | Huitièmes de finale                  | mar.-mer. 11-12 février  | 16                    | 8                 |
| 12                                                        | Quarts de finale                     | mar.-mer. 25-26 mars     | 8                     | 4                 |
| 13                                                        | Demi-finales                         | mar.-mer. 15-16 avril    | 4                     | 2                 |
| 14                                                        | Finale Stade de France (Saint-Denis) | samedi 3 mai             | 2                     | 1                 |

### Dates des tirages au sort
| Tour                       | Date du tirage au sort | Effectué par                                                        | Lieu                                            |
| Septième tour              | mercredi 30 octobre    | Patrick Battiston, Marius Trésor, Faruk Hadžibegić et Jérémie Janot | Siège du CNOSF                                  |
| Huitième tour              | mercredi 20 novembre   | Jean-Alain Boumsong, Gérald Passi et Grégory Coupet                 | salon des Maires de France, Porte de Versailles |
| Trente-deuxièmes de finale | lundi 9 décembre       | Aurélien Rougerie                                                   | l’Opéra-Théâtre de Clermont-Ferrand             |
| Seizièmes de finale        | lundi 6 janvier        | Alain Bernard, Xavier Garbajosa, Candice Prévost et Gaëtane Thiney  | Studio Gabriel, Paris                           |
| Huitièmes de finale        | jeudi 23 janvier       | Abdelatif Benazzi                                                   | Studios Rive Gauche (Paris XVe)                 |
| Quarts de finale           | mercredi 12 février    | Stéphane Diagana et Valérie Nicolas                                 | Allianz Riviera, Nice                           |
| Demi-finales               | mercredi 26 mars       |                                                                     | Stade Louis-II, Monaco                          |

## Résultats

### Tours préliminaires

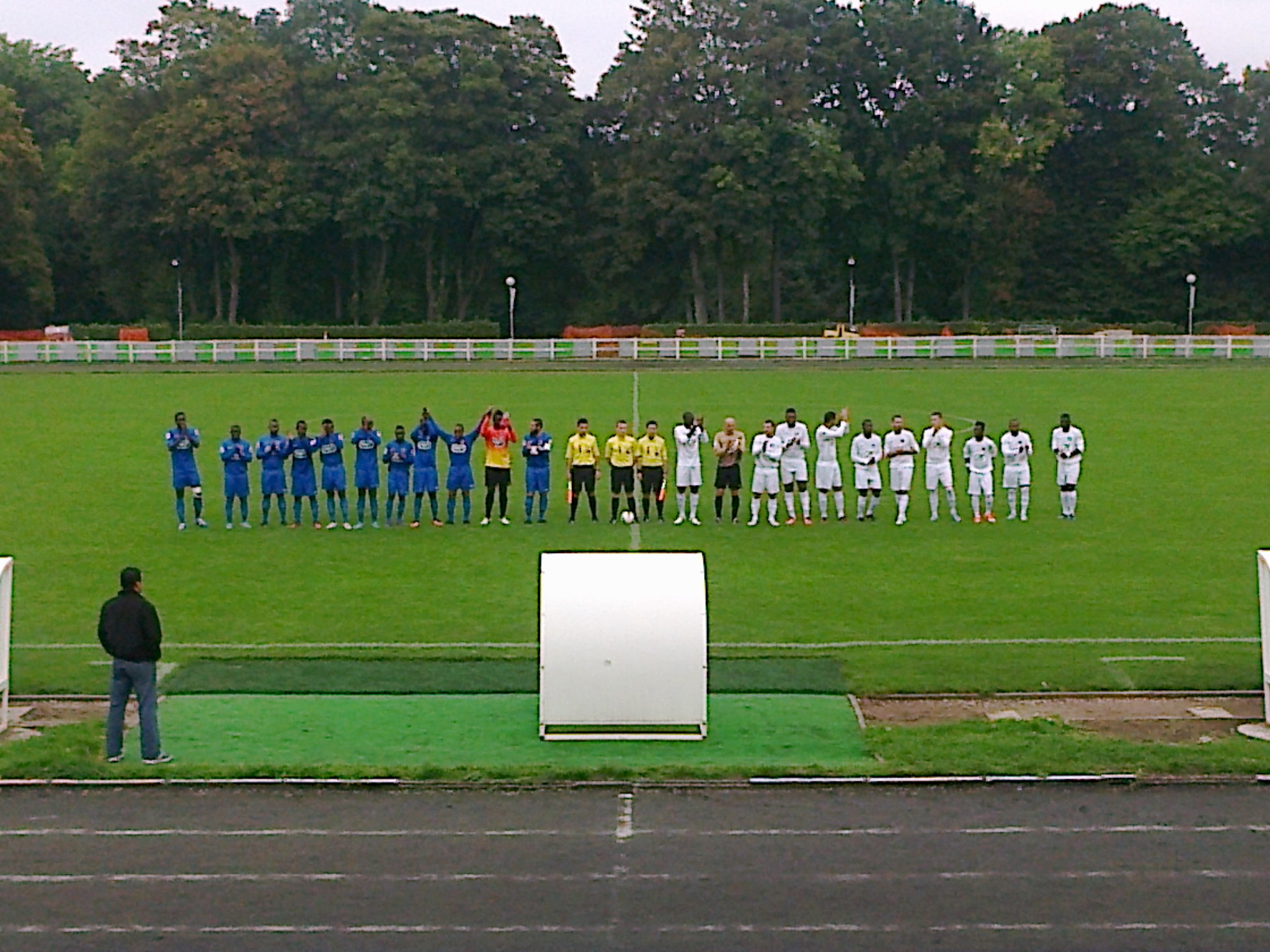
Match AC Boulogne-Billancourt - FC Issy pour le compte du 4e tour

Plusieurs milliers de matchs sont joués lors des tours préliminaires. Seuls sont indiqués dans cet article les résultats des clubs professionnels au 5e tour et au 6e tour ainsi que l'ensemble des résultats du 7e tour et du 8e tour.

#### Cinquième tour
| Dimanche 13 octobre 2013 | Furiani Agliani (6) | 1 - 3 | (3) GFC Ajaccio |  |
| 14 h 30                  |                     |       |                 |  |
|                          | [Rapport]           |       |                 |  |

| Samedi 12 octobre 2013 | Mers AC (9) | 0 - 6   | (3) Amiens SC                                                       |                                                                                     |                                                                                     |
| 16 h 00                |             | (0 - 4) | 8e 45e 78e (pen.) Youssouf · 22e Youla · 32e Sanches · 70e Koubemba | Stade Arnold Montefiore, Mers-les-Bains Spectateurs : 1 500 Arbitrage : M. Pecqueux | Stade Arnold Montefiore, Mers-les-Bains Spectateurs : 1 500 Arbitrage : M. Pecqueux |
| 16 h 00                | Rapport     |         |                                                                     | Stade Arnold Montefiore, Mers-les-Bains Spectateurs : 1 500 Arbitrage : M. Pecqueux | Stade Arnold Montefiore, Mers-les-Bains Spectateurs : 1 500 Arbitrage : M. Pecqueux |

| Samedi 12 octobre 2013 | AO Hermies (14) | 0 - 7   | (3) US Boulogne                                                                               |                                                                         |                                                                         |
| 15 h 30                |                 | (0 - 3) | 3e Raynier · 26e Ouedraogo · 45e 52e Vandenabeele · 73e (pen.) Derra · 85e 89e (pen.) Chemlal | Stade Henri Guidet, Bapaume Spectateurs : 600 Arbitrage : Yann Gazagnes | Stade Henri Guidet, Bapaume Spectateurs : 600 Arbitrage : Yann Gazagnes |
| 15 h 30                | Rapport         |         |                                                                                               | Stade Henri Guidet, Bapaume Spectateurs : 600 Arbitrage : Yann Gazagnes | Stade Henri Guidet, Bapaume Spectateurs : 600 Arbitrage : Yann Gazagnes |

#### Sixième tour
| Samedi 26 octobre 2013 | US Chantilly (6)  | 1 - 1 7 - 6 t. a. b. | (3) Amiens SC |                                                         |                                                         |
| 14 h 30                | Kreye 116e        | (0 - 0 ; 0 - 0 )     | 113e Téhoué   | Stade des Bourgognes, Chantilly Arbitrage : M. Trepagne | Stade des Bourgognes, Chantilly Arbitrage : M. Trepagne |
| 14 h 30                | Rapport           |                      |               | Stade des Bourgognes, Chantilly Arbitrage : M. Trepagne | Stade des Bourgognes, Chantilly Arbitrage : M. Trepagne |
| 14 h 30                | Tirs au but 7 - 6 |                      |               | Stade des Bourgognes, Chantilly Arbitrage : M. Trepagne | Stade des Bourgognes, Chantilly Arbitrage : M. Trepagne |

| Dimanche 27 octobre 2013 | FB Île-Rousse (6) | 1 - 0 | (3) GFC Ajaccio |  |
| 14 h 30                  |                   |       |                 |  |
|                          | [Rapport]         |       |                 |  |

| Dimanche 27 octobre 2013 | AS Bersée (11) | 2 - 5   | (3) US Boulogne |                                                                    |                                                                    |
| 14 h 30                  |                | (1 - 1) |                 | Stade municipal, Bersée Spectateurs : 700 Arbitrage : Matthieu Dor | Stade municipal, Bersée Spectateurs : 700 Arbitrage : Matthieu Dor |
| 14 h 30                  | Rapport        |         |                 | Stade municipal, Bersée Spectateurs : 700 Arbitrage : Matthieu Dor | Stade municipal, Bersée Spectateurs : 700 Arbitrage : Matthieu Dor |

#### Septième tour
| Division              | Club                            | Résultat         | Club                       | Division              | Lieu                                                | Date, heure          |
| --------------------- | ------------------------------- | ---------------- | -------------------------- | --------------------- | --------------------------------------------------- | -------------------- |
| (PL (Div. 8))         | Paron FC                        | 1-2 a.p.         | Chassieu-Décines FC        | (DH (Div. 6))         | Stade Roger Treille, Paron                          | Samedi 16, 14 h 00   |
| (Ligue 2)             | Dijon FCO                       | 2-1              | Nîmes Olympique            | (Ligue 2)             | Stade Gaston-Gérard, Dijon                          | Samedi 16, 14 h 00   |
| (DH (Div. 6))         | Avant-Garde Plouvorn            | 1-1 (4-5 t.a.b.) | CA Bastia                  | (Ligue 2)             | Stade Guy De Reals, Plouvorn                        | Samedi 16, 14 h 30   |
| (DH (Div. 6))         | Le Havre Frileuse SC            | 1-6              | USL Dunkerque              | (National)            | Stade de la Cavée Verte, Le Havre                   | Samedi 16, 14 h 30   |
| (PHR (Div. 9))        | Calais Pascal AM                | 2-4              | Neslois ASP                | (DH (Div. 6))         | Stade Pascal, Gravelines                            | Samedi 16, 14 h 30   |
| (PL (Div. 10))        | AS Berck                        | 0-3              | Laval football club        | (Ligue 2)             | Stade Municipal, Berck                              | Samedi 16, 14 h 30   |
| (DHR (Div. 7))        | Roche Saint-Genest FC           | 0-1              | FC Istres                  | (Ligue 2)             | Complexe Sportif Dorian, Fraisses                   | Samedi 16, 14 h 30   |
| (CFA)                 | US Avranches                    | 3-1              | US Matoury                 | Guyane                | Stade René-Fenouillère, Avranches                   | Samedi 16, 14 h 30   |
| (CFA)                 | US Concarneau                   | 4-1              | Club Franciscain           | Martinique            | Stade Guy-Piriou, Concarneau                        | Samedi 16, 14 h 30   |
| (DH (Div. 6))         | AJ Biguglia                     | 0-1              | AS Cannes                  | (CFA)                 | Stade Paul Antoniotti, Borgo                        | Samedi 16, 14 h 30   |
| (Excellence (Div. 7)) | ASL Kœtzingue                   | 1-4 a.p.         | AJ Auxerre                 | (Ligue 2)             | Stade Rhénan, Kembs                                 | Samedi 16, 15 h 00   |
| (PE (Div. 9))         | Lalevade Prades US              | 0-4              | FC Bourg-Péronnas          | (National)            | Stade Georges Marquand, Ucel                        | Samedi 16, 15 h 00   |
| (DH (Div. 6))         | SC Selongéen                    | 1-0              | Clermont Foot              | (Ligue 2)             | Stade des Courvelles, Selongey                      | Samedi 16, 16 h 30   |
| (DH (Div. 6))         | Onet-le-Château Football        | 0-3              | FC Sète                    | (CFA 2)               | Stade Georges Vignes, Onet-le-Château               | Samedi 16, 17 h 00   |
| (CFA)                 | AS Vitré                        | 5-2 a.p.         | SO Cholet                  | (CFA 2)               | Stade Municipal, Vitré                              | Samedi 16, 17 h 00   |
| (CFA 2)               | Aubagne FC                      | 2-0              | Le Puy Foot 43             | (CFA 2)               | Stade De Lattre De Tassigny, Aubagne                | Samedi 16, 17 h 00   |
| (DH (Div. 6))         | Magny RS                        | 2-1 a.p.         | Erstein AS                 | (Excellence (Div. 7)) | Stade du Plateau, Metz                              | Samedi 16, 17 h 00   |
| (CFA 2)               | CA Pontarlier                   | 2-1              | FC Saint-Louis Neuweg      | (CFA 2)               | Stade Paul-Robbe, Pontarlier                        | Samedi 16, 17 h 00   |
| (CFA 2)               | CS Sedan                        | 1-3 a.p.         | US Créteil-Lusitanos       | (Ligue 2)             | Stade Louis-Dugauguez, Sedan                        | Samedi 16, 18 h 00   |
| (DH (Div. 6))         | FC Lunéville                    | 1-3 a.p.         | Raon-l'Étape               | (CFA)                 | Stade Édouard Fenal, Lunéville                      | Samedi 16, 18 h 00   |
| (DHR (Div. 8))        | Mouilleron-en-Pareds US         | 1-5              | Angers SCO                 | (Ligue 2)             | Stade Claude Bétard, La Châtaigneraie               | Samedi 16, 18 h 00   |
| (DH (Div. 6))         | Drouais FC                      | 0-1              | SM Caen                    | (Ligue 2)             | Stade du Vieux Pré, Dreux                           | Samedi 16, 18 h 00   |
| (DSE (Div. 7))        | Espérance Chartres-de-Bretagne  | 0-2              | Lannion FC                 | (CFA 2)               | Stade Ensemble Rémy-Berranger, Chartres-de-Bretagne | Samedi 16, 18 h 00   |
| (DH (Div. 6))         | AFL Mende                       | 3-4 a.p.         | Lyon-la-Duchère            | (CFA)                 | Stade Jean-Jacques Delmas, Mende                    | Samedi 16, 18 h 00   |
| (CFA)                 | SO Romorantin                   | 5-0              | FC Chamalières             | (DHR (Div. 7))        | Stade Jules-Ladoumègue, Romorantin-Lanthenay        | Samedi 16, 18 h 00   |
| (DH (Div. 6))         | Cournon-d'Auvergne FC           | 2-2 (3-4 t.a.b.) | AS Moulins                 | (CFA)                 | Stade Joseph et Michel Gardet, Cournon-d'Auvergne   | Samedi 16, 18 h 00   |
| (PHR (Div. 8))        | FC Nivolet                      | 1-2              | Chamois niortais           | (Ligue 2)             | Stade Municipal, Chambéry                           | Samedi 16, 18 h 00   |
| (DHR (Div. 7))        | Mâcon UF                        | 1-3 a.p.         | Chasselay foot             | (CFA)                 | Stade Pierre Guérin, Mâcon                          | Samedi 16, 18 h 00   |
| (DH (Div. 6))         | US Montagnarde                  | 1-2              | FC Quimperlé               | (DSE (Div. 7))        | Stade Mané Braz, Inzinzac-Lochrist                  | Samedi 16, 18 h 30   |
| (DH (Div. 6))         | AC Cambrai                      | 2-4              | Arras FA                   | (CFA 2)               | Stade de la Liberté, Cambrai                        | Samedi 16, 18 h 30   |
| (CFA 2)               | SC Balma                        | 3-0              | Blagnac FC                 | (DH (Div. 6))         | Stade Municipal, Balma                              | Samedi 16, 18 h30    |
| Guadeloupe            | CS moulien                      | 0-1              | FC Chambly                 | (CFA)                 | Stade René Serge Nabajoth, Les Abymes               | Samedi 16, 18 h 30   |
| (CFA)                 | Les Herbiers football           | 2-0              | Tours FC                   | (Ligue 2)             | Stade Massabielle, Les Herbiers                     | Samedi 16, 18 h 30   |
| (DH (Div. 6))         | Pacy-sur-Eure foot              | 0-2              | USJA Carquefou             | (National)            | Stade Pacy-Ménilles, Ménilles                       | Samedi 16, 19 h 00   |
| (DH (Div. 6))         | FC Bressuire                    | 3-2              | Stade Bordelais            | (CFA)                 | Stade Alain Métayer, Bressuire                      | Samedi 16, 19 h 00   |
| (DSR (Div. 7))        | AS Tourlaville                  | 0-2              | Vannes OC                  | (National)            | Stade Léo Lagrange, Tourlaville                     | Samedi 16, 19 h 00   |
| (CFA 2)               | Sablé FC                        | 0-2              | Stade brestois             | (Ligue 2)             | Stade Rémy Lambert, Sablé-sur-Sarthe                | Samedi 16, 19 h 00   |
| (CFA 2)               | Poitiers FC                     | 0-1 a.p.         | US St-Malo                 | (CFA)                 | Stade de la Pépinière, Buxerolles                   | Samedi 16, 19 h 00   |
| (CFA)                 | Jeunesse villenavaise           | 2-1 a.p.         | Les Genêts d'Anglet        | (CFA 2)               | Stade Alain Roche, Villenave-d'Ornon                | Samedi 16, 19 h 00   |
| (CFA 2)               | Olympique d'Alès                | 3-0              | AC Arles-Avignon           | (Ligue 2)             | Stade Pierre-Pibarot, Alès                          | Samedi 16, 19 h 00   |
| Polynésie française   | AS Dragon                       | 0-1              | AS Belfort                 | (CFA)                 | Stade Pater, Pirae                                  | Dimanche 17, 06 h 00 |
| (PH (Div. 8))         | AS Gouzon                       | 1-3 a.p.         | Jarnac Sport               | (PL (Div. 9))         | Stade des Chaussades, Gouzon                        | Samedi 16, 20 h 00   |
| (PH (Div. 7))         | US Chauny                       | 0-4              | ES Troyes AC               | (Ligue 2)             | Stade Joncourt, Chauny                              | Samedi 16, 20 h 00   |
| (CFA 2)               | AS Poissy                       | 2-1              | Hienghène Sports           | Nouvelle-Calédonie    | Stade Léo-Lagrange, Poissy                          | Samedi 16, 20 h 30   |
| (PH (Div. 8))         | ES Jœuf                         | 0-3              | US Sarre-Union             | (CFA)                 | Complexe Sportif Platini, Jœuf                      | Dimanche 17, 14 h 00 |
| (DHR (Div. 7))        | Espérance Saint-Dizier          | 1-1 (5-4 t.a.b.) | FC Melun                   | (DH (Div. 6))         | Stade Charles Jacquin, Saint-Dizier                 | Dimanche 17, 14 h 00 |
| (PH (Div. 8))         | Marcq-en-Barœul Olympique       | 1-0              | Tremblay-en-France FC      | (PH (Div. 9))         | Stage Georges Niquet, Marcq-en-Barœul               | Dimanche 17, 14 h 00 |
| D10                   | US Métare Saint-Étienne Sud-Est | 0-4              | FB L'île-Rousse            | (CFA 2)               | Stade Léon Nautin, Saint-Étienne                    | Dimanche 17, 14 h 00 |
| (DH (Div. 6))         | Jarville-la-Malgrange           | 4-1              | AS Prix-les-Mézières       | (DH (Div. 6))         | Stade de Montaigu, Jarville-la-Malgrange            | Dimanche 17, 14 h 00 |
| (PHR (Div. 8))        | Annecy-le-Vieux FC              | 1-3              | AS Yzeure                  | (CFA)                 | Complexe Sportif D'Albigny, Annecy-le-Vieux         | Dimanche 17, 14 h 00 |
| (DH (Div. 6))         | Charvieu-Chavagneux FC          | 1-0              | Louhans-Cuiseaux FC        | (CFA 2)               | Stade Just Fontaine, Charvieu-Chavagneux            | Dimanche 17, 14 h 00 |
| (Excellence (Div. 7)) | AS Strasbourg Elsau Portugais   | 0-2              | Jura Sud Foot              | (CFA)                 | Stade Zone Sportive de l'Elsau, Strasbourg          | Dimanche 17, 14 h 00 |
| (DHR (Div. 7))        | La Tour Saint-Clair FC          | 0-0 (1-3 t.a.b.) | Rodez AF                   | (CFA)                 | Stade Gérifondière, Saint-Jean-de-Soudain           | Dimanche 17, 14 h 00 |
| (DH (Div. 6))         | Entente Roche-Novillars         | 1-2              | SC Dinsheim                | (DH (Div. 6))         | Stade Intercommunal, Novillars                      | Dimanche 17, 14 h 00 |
| (CFA)                 | JA Drancy                       | 0-3              | SAS Epinal                 | (CFA)                 | Stade Charles Sage, Drancy                          | Dimanche 17, 14 h 30 |
| (DH (Div. 6))         | ESM Gonfreville                 | 0-1              | Stade plabennécois         | (CFA)                 | Stade Maurice Baquet, Gonfreville-l'Orcher          | Dimanche 17, 14 h 30 |
| (DSR (Div. 8))        | Vignoc Hédé Guipel AS           | 2-1 a.p.         | Auray FC                   | (DSE (Div. 7))        | Stade Albert Barbou, Vignoc                         | Dimanche 17, 14 h 30 |
| (DHR (Div. 9))        | SC Le Rheu                      | 1-1 (5-4 t.a.b.) | CO Saint-Brieuc SP         | (DSE (Div. 7))        | Stade l'Avenue du Stade, Le Rheu                    | Dimanche 17, 14 h 30 |
| (DH (Div. 6))         | FC Les Lilas                    | 3-1              | EF Reims Ste-Anne          | (DH (Div. 6))         | Parc des Sports, Les Lilas                          | Dimanche 17, 14 h 30 |
| (PH (Div. 9))         | Boucau Élan                     | 0-1              | US Chauvigny               | (DH (Div. 6))         | Parc des Sports Jean-André Maye, Tarnos             | Dimanche 17, 14 h 30 |
| D10                   | Neuilly-sur-Seine Olympique     | 1-0              | Le Plessis-Robinson FC     | (DSR (Div. 7))        | Stade Paul Faber, Paris                             | Dimanche 17, 14 h 30 |
| (DH (Div. 6))         | Saint Amand FC                  | 1-0              | Le Havre AC                | (Ligue 2)             | Stade Municipal, Saint-Amand-les-Eaux               | Dimanche 17, 14 h 30 |
| (DHR (Div. 7))        | Maintenon Pierres ES            | 3-2              | Angoulême CFC              | (CFA 2)               | Stade Louis Roche, Maintenon                        | Dimanche 17, 14 h 30 |
| (DH (Div. 6))         | Blanc-Mesnil SF                 | 1-2 a.p.         | SC Brétigny football       | (DSR (Div. 7))        | Stade Jean Bouin, Le Blanc-Mesnil                   | Dimanche 17, 14 h 30 |
| (DH (Div. 6))         | Le Havre Neiges AM              | 1-4              | IC Croix                   | (CFA 2)               | Stade Eugène Friot, Le Havre                        | Dimanche 17, 14 h 30 |
| (DH (Div. 6))         | St-Maur Lusitanos               | 1-2              | AS Beauvais                | (CFA)                 | Stade Adolphe-Chéron, Saint-Maur-des-Fossés         | Dimanche 17, 14 h30  |
| (CFA 2)               | ES Wasquehal                    | 0-2              | US Chantilly               | (DH (Div. 6))         | Complexe sportif Lucien Montagne, Wasquehal         | Dimanche 17, 14 h 30 |
| (CFA 2)               | Saint-Pryvé Saint-Hilaire FC    | 3-0              | Stade Portelois            | (DH (Div. 6))         | Stade du Grand Clos, St-Pryvé-St-Mesmin             | Dimanche 17, 14 h 30 |
| (PH (Div. 8))         | Neufchatel-en-Bray FC           | 0-6              | AC Boulogne-Billancourt    | (DH (Div. 6))         | Stade du Mont d'Aulage, Neufchâtel-en-Bray          | Dimanche 17, 14 h 30 |
| (PH (Div. 8)          | Foix FC                         | 0-2              | Grenoble Foot 38           | (CFA)                 | Stade du Courbet, Foix                              | Dimanche 17, 14 h 30 |
| (PH (Div. 8)          | Juventus Papus Toulouse         | 0-4              | AS Béziers                 | (CFA)                 | Stade des Fontaines, Toulouse                       | Dimanche 17, 14 h 30 |
| (DH (Div. 6))         | La Suze-sur-Sarthe FC           | 3-0              | AS Mulsanne-Téloché        | (DH (Div. 6))         | Stade Daniel Soyer, La Suze-sur-Sarthe              | Dimanche 17, 14 h 30 |
| (DH (Div. 6))         | US Marquette                    | 1-3 a.p.         | Boulogne-sur-Mer foot      | (National)            | Stade Camille Meerssman, Marquette-lez-Lille        | Dimanche 17, 14 h 30 |
| (DHR (Div. 8))        | Thouaré-sur-Loire US            | 0-3              | AS Cherbourg               | (CFA)                 | Stade Municipal, Thouaré-sur-Loire                  | Dimanche 17, 14 h 30 |
| (DHR (Div. 8))        | La Chaize-le-Vicomte FEC        | 1-2              | SU Dives-sur-Mer           | (DH (Div. 6))         | Stade du Moulin Rouge, La Chaize-le-Vicomte         | Dimanche 17, 14 h 30 |
| (DH (Div. 6))         | FC Geispolsheim 01              | 0-4              | FC Villefranche Beaujolais | (CFA)                 | Stade Municipal, Geispolsheim                       | Dimanche 17, 14 h 30 |
| (DHR (Div. 7))        | Marseille La Cayolle AS         | 1-0              | Marseille Consolat         | (CFA)                 | Stade Roger Lebert, Marseille                       | Dimanche 17, 14 h 30 |
| (DH (Div. 6))         | AS Fabrègues                    | 2-0              | AS Gémenosienne            | (DHR (Div. 7))        | Stade Joseph Jeanton, Fabrègues                     | Dimanche 17, 14 h 30 |
| (CFA 2)               | US Lège-Cap-Ferret              | 0-2              | Luçon VF                   | (National)            | Stade Louis Goubet, Lège-Cap-Ferret                 | Dimanche 17, 14 h 50 |
| (CFA 2)               | SC Schiltigheim                 | 2-0              | Veymerange CS              | (DH (Div. 6))         | Stade de l'Aar, Schiltigheim                        | Dimanche 17, 15 h 00 |
| (CFA 2)               | La Roche-sur-Yon VF             | 8-3              | AJ Kani-Kéli               | Mayotte               | Stade Henri-Desgrange, La Roche-sur-Yon             | Dimanche 17, 15 h 00 |
| (DHR (Div. 7))        | Bressane Marboz ES              | 0-1              | Sporting Toulon            | (DH (Div. 6))         | Stade de Ponsard, Marboz                            | Dimanche 17, 15 h 00 |
| (CFA)                 | Stade montois                   | 2-0              | LB Châteauroux             | (Ligue 2)             | Stade de l'Argenté, Mont-de-Marsan                  | Dimanche 17, 15 h 30 |
| (CFA 2)               | CSO Amnéville                   | 1-1 (4-5 t.a.b.) | FC Metz                    | (Ligue 2)             | Stade Municipal, Amnéville-les-Thermes              | Dimanche 17, 16 h 00 |
| La Réunion            | US Sainte-Marienne              | 2-0              | Paris FC                   | (National)            | Stade Jean Ivoula, Saint-Denis                      | Dimanche 17, 16 h 30 |
| (DH (Div. 6))         | AS Creil                        | 0-5              | RC Lens                    | (Ligue 2)             | Stade Pierre-Brisson, Beauvais                      | Dimanche 17, 17 h 30 |
| (National)            | RC Strasbourg                   | 1-2              | AS Nancy-Lorraine          | (Ligue 2)             | Stade de la Meinau, Strasbourg                      | Dimanche 17, 20 h 45 |
| (PHR (Div. 9))        | Villeneuve-d'Ascq Métropole     | 1-2              | AC Amiens                  | (CFA)                 | Stadium Lille Métropole, Villeneuve-d'Ascq          | Samedi 23, 18 h 00   |

#### Huitième tour
Les rencontres ont eu lieu les samedi 7 et dimanche 8 décembre 2013. Le petit poucet à ce stade est le club de Neuilly-sur-Seine (Neuilly-sur-Seine Olympique) qui évolue en Excellence Paris Île-de-France soit la dixième division. Il perd 1 but à 2 contre le club de Marcq-en-Barœul (Marcq-en-Barœul Olympique), le nouveau petit poucet lors des trente-deuxièmes de finale.
| Division       | Club                         | Résultat         | Club                       | Division       | Lieu                                                | Date, heure         |
| -------------- | ---------------------------- | ---------------- | -------------------------- | -------------- | --------------------------------------------------- | ------------------- |
| (DH (Div. 6))  | Charvieu-Chavagneux FC       | 1-2              | AS Moulins                 | (CFA)          | Stade Just Fontaine, Charvieu-Chavagneux            | Samedi 7, 13 h 45   |
| (PL (Div. 9))  | Jarnac Sport                 | 0-3              | Les Herbiers VF            | (CFA)          | Stade Municipal, Jarnac                             | Samedi 7, 14 h 00   |
| (DH (Div. 6))  | AC Boulogne-Billancourt      | 1-1 (3-4 t.a.b.) | AS Beauvais                | (CFA)          | Parc Municipal des Sports, Issy-les-Moulineaux      | Samedi 7, 14 h 00   |
| (DH (Div. 6))  | US Chantilly                 | 1-2              | FC Chambly                 | (CFA)          | Stade des Bourgognes, Vineuil-Saint-Firmin          | Samedi 7, 14 h 00   |
| (DHR (Div. 7)) | Chassieu-Décines FC          | 0-2              | CA Bastia                  | (Ligue 2)      | Parc des Sports Raymond Troussier, Décines-Charpieu | Samedi 7, 14 h 30   |
| (CFA)          | Raon-l'Étape                 | 2-0              | US Sainte-Marienne         | La Réunion     | Stade Paul-Gasser, Raon-l'Étape                     | Samedi 7, 14 h 30   |
| (CFA)          | AC Amiens                    | 1-0 a.p.         | Stade lavallois MFC        | (Ligue 2)      | Stade Jean-Bouin, Amiens                            | Samedi 7, 15 h 00   |
| (CFA 2)        | CA Pontarlier                | 2-0              | US Sarre-Union             | (CFA)          | Stade Paul-Robbe, Pontarlier                        | Samedi 7, 16 h 00   |
| (CFA 2)        | SC Schiltigheim              | 0-1              | US Boulogne-sur-Mer        | (National)     | Stade de l'Aar, Schiltigheim                        | Samedi 7, 16 h 00   |
| (DH (Div. 6))  | Magny RS                     | 1-1 (6-5 t.a.b.) | AS Belfort                 | (CFA)          | Stade du Plateau, Metz                              | Samedi 7, 17 h 00   |
| (DH (Div. 6))  | SC Selongéen                 | 0-1              | FC Bourg-Péronnas          | (National)     | Stade des Courvelles, Selongey                      | Samedi 7, 17 h 00   |
| (CFA)          | AS Yzeure                    | 0-0 (4-2 t.a.b.) | AS Lyon-Duchère            | (CFA)          | Stade de Bellevue, Yzeure                           | Samedi 7, 17 h 00   |
| (CFA 2)        | FC Sète                      | 1-0              | Grenoble Foot 38           | (CFA)          | Stade Louis-Michel, Sète                            | Samedi 7, 17 h 00   |
| (CFA 2)        | La Roche-sur-Yon VF          | 3-0              | US Chauvigny               | (DH (Div. 6))  | Stade Henri-Desgrange, La Roche-sur-Yon             | Samedi 7, 17 h 00   |
| (DH (Div. 6))  | Neslois ASP                  | 1-4              | RC Lens                    | (Ligue 2)      | Stade André-Coël, Roye                              | Samedi 7, 18 h 00   |
| (National)     | USL Dunkerque                | 0-1              | SO Romorantin              | (CFA)          | Stade Tribut, Dunkerque                             | Samedi 7, 18 h 00   |
| (CFA 2)        | Saint-Pryvé Saint-Hilaire FC | 0-2 a.p.         | SM Caen                    | (Ligue 2)      | Stade du Grand Clos, St-Pryvé-St-Mesmin             | Samedi 7, 18 h 00   |
| (DH (Div. 6))  | SU Dives-sur-Mer             | 0-1 a.p.         | Stade plabennécois         | (CFA)          | Stade André-Heurtematte, Dives-sur-Mer              | Samedi 7, 18 h 00   |
| (CFA)          | AS Cherbourg                 | 1-3              | Stade brestois             | (Ligue 2)      | Stade Maurice-Postaire, Cherbourg                   | Samedi 7, 18 h 00   |
| (DHR (Div. 7)) | Espérance Saint-Dizier       | 1-3              | Chasselay foot             | (CFA)          | Stade Charles Jacquin, Saint-Dizier                 | Samedi 7, 18 h 00   |
| (CFA 2)        | SC Balma                     | 0-1 a.p.         | Aubagne FC                 | (CFA 2)        | Stade Municipal, Balma                              | Samedi 7, 18 h 00   |
| (National)     | Luçon VF                     | 4-4 (3-4 t.a.b.) | Chamois niortais           | (Ligue 2)      | Stade Jean de Mouzon, Luçon                         | Samedi 7, 18 h 30   |
| (CFA 2)        | L'île-Rousse football        | 4-2 a.p.         | FC Villefranche Beaujolais | (CFA)          | Stade Jacques Ambroggi, L'Île-Rousse                | Samedi 7, 18 h 30   |
| (CFA)          | US Concarneau                | 2-1              | Lannion FC                 | (CFA 2)        | Stade Guy-Piriou, Concarneau                        | Samedi 7, 18 h 30   |
| (CFA)          | AS Béziers                   | 1-4              | FC Istres                  | (Ligue 2)      | Parc des Sports de Sauclières, Béziers              | Samedi 7, 18 h 30   |
| (DH (Div. 6))  | FC Bressuire                 | 2-1 a.p.         | Stade montois              | (CFA)          | Stade Alain Métayer, Bressuire                      | Samedi 7, 19 h 00   |
| (CFA)          | Jeunesse villenavaise        | 4-4 (3-4 t.a.b.) | Angers SCO                 | (Ligue 2)      | Stade Alain Roche, Villenave-d'Ornon                | Samedi 7, 19 h 00   |
| (National)     | USJA Carquefou               | 4-1              | AS Vitré                   | (CFA)          | Stade du Moulin Boisseau, Carquefou                 | Samedi 7, 19 h 00   |
| (DH (Div. 6))  | Saint Amand FC               | 5-2              | SC Dinsheim                | (DH (Div. 6))  | Stade Municipal, Saint-Amand-les-Eaux               | Dimanche 8, 13 h 45 |
| (DH (Div. 6))  | Jarville-la-Malgrange        | 0-1              | AS Poissy                  | (CFA 2)        | Stade de Montaigu, Jarville-la-Malgrange            | Dimanche 8, 13 h 45 |
| (DHR (Div. 7)) | Maintenon Pierres ES         | 0-2              | La Suze-sur-Sarthe FC      | (DH (Div. 6))  | Stade Louis Roche, Maintenon                        | Dimanche 8, 14 h 00 |
| (DH (Div. 6))  | FC Les Lilas                 | 0-1 a.p.         | IC Croix                   | (CFA 2)        | Parc des Sports, Les Lilas                          | Dimanche 8, 14 h 00 |
| D10            | Neuilly-sur-Seine Olympique  | 1-2              | Marcq-en-Barœul Olympique  | (PH (Div. 8))  | Stade Paul Faber, Paris                             | Dimanche 8, 14 h 00 |
| (DSR (Div. 7)) | CS Brétigny                  | 1-1 (4-5 t.a.b.) | Jura Sud Foot              | (CFA)          | Stade Auguste Delaune, Brétigny-sur-Orge            | Dimanche 8, 14 h 00 |
| (CFA)          | US St-Malo                   | 0-2              | Vannes OC                  | (National)     | Stade de Marville, Saint-Malo                       | Dimanche 8, 14 h 00 |
| (DHR (Div. 9)) | SC Le Rheu                   | 0-3              | US Avranches               | (CFA)          | Stade Municipal, Cesson-Sévigné                     | Dimanche 8, 14 h 00 |
| (DHR (Div. 7)) | Marseille La Cayolle AS      | 4-1              | Olympique d'Alès           | (CFA 2)        | stade Roger-Lebert, Marseille                       | Dimanche 8, 14 h 00 |
| (DH (Div. 6))  | AS Fabrègues                 | 1-6              | Dijon FCO                  | (Ligue 2)      | Complexe Sportif, Laverune                          | Dimanche 8, 14 h 00 |
| (CFA)          | AS Cannes                    | 2-1              | ESTAC                      | (Ligue 2)      | Stade Pierre-de-Coubertin, Cannes                   | Dimanche 8, 14 h 00 |
| (DSR (Div. 8)) | Vignoc Hédé Guipel AS        | 0-3 a.p.         | FC Quimperlé               | (DSE (Div. 7)) | Stade Albert Barbou, Vignoc                         | Dimanche 8, 14 h 00 |
| (CFA)          | SAS Epinal                   | 1-0              | Arras FA                   | (CFA 2)        | Stade de la Colombière, Épinal                      | Dimanche 8, 14 h 30 |
| (DH (Div. 6))  | Sporting Toulon              | 0-1              | Rodez AF                   | (CFA)          | Stade de Bon Rencontre, Toulon                      | Dimanche 8, 14 h 30 |
| (Ligue 2)      | AJ Auxerre                   | 3-1              | AS Nancy-Lorraine          | (Ligue 2)      | Stade de l'Abbé-Deschamps, Auxerre                  | Dimanche 8, 15 h 00 |
| (Ligue 2)      | US Créteil-Lusitanos         | 1-0              | FC Metz                    | (Ligue 2)      | Stade Dominique-Duvauchelle, Créteil                | Lundi 9, 20 h 30    |

### Trente-deuxièmes de finale
Les rencontres ont lieu les samedi 4 et dimanche 5 janvier 2014. Le petit poucet à ce stade est le club de Marcq-en-Barœul (Marcq-en-Barœul Olympique) qui évolue en Promotion Honneur Nord-Pas-de-Calais soit la huitième division. Il perd 2 buts à 6 contre l'AJ Auxerre qui évolue en Ligue 2.
| Division       | Club                      | Résultat         | Club                     | Division   | Lieu                                         | Date, heure         |
| -------------- | ------------------------- | ---------------- | ------------------------ | ---------- | -------------------------------------------- | ------------------- |
| (CFA)          | US Avranches              | 1-3              | RC Lens                  | (Ligue 2)  | Stade René-Fenouillère, Avranches            | Samedi 4, 12 h 00   |
| (CFA)          | SAS Epinal                | 1-4              | Chamois niortais         | (Ligue 2)  | Stade de La Colombière, Epinal               | Samedi 4, 14 h 30   |
| (CFA)          | Chasselay foot            | 1-1 (3-2 t.a.b.) | FC Istres                | (Ligue 2)  | Stade Ludovic-Giuly, Chasselay               | Samedi 4, 14 h 30   |
| (CFA 2)        | CA Pontarlier             | 1-3              | SM Caen                  | (Ligue 2)  | Stade Paul-Robbe, Pontarlier                 | Samedi 4, 14 h 30   |
| (CFA)          | FC Chambly                | 1-1 (5-6 t.a.b.) | Angers SCO               | (Ligue 2)  | Stade municipal, Saint-Leu-la-Forêt          | Samedi 4,15 h 30    |
| (CFA 2)        | La Roche-sur-Yon football | 0-3 a.p.         | CA Bastia                | (Ligue 2)  | Stade Henri-Desgrange, La Roche-sur-Yon      | Samedi 4, 16 h 00   |
| (DH (Div. 6))  | Magny RS                  | 1-6              | AS Moulins               | (CFA)      | Stade du Plateau, Metz                       | Samedi 4, 16 h 00   |
| (CFA 2)        | Aubagne FC                | 3-3 (4-5 t.a.b.) | Dijon Football Côte d'Or | (Ligue 2)  | Stade de Lattre-de-Tassigny, Aubagne         | Samedi 4, 16 h 00   |
| (CFA)          | AS Yzeure                 | 1-0              | FC Lorient               | (Ligue 1)  | Stade de Bellevue, Yzeure                    | Samedi 4, 17 h 00   |
| (National)     | Boulogne-sur-Mer foot     | 3-1              | AS Beauvais              | (CFA)      | Stade de la Libération, Boulogne-sur-Mer     | Samedi 4, 18 h 00   |
| (CFA)          | Les Herbiers Football     | 0-1              | Stade plabennécois       | (CFA)      | Stade Massabielle, Les Herbiers              | Samedi 4, 18 h 00   |
| (DH (Div. 6))  | FC Bressuire              | 0-3              | FC Sochaux-Montbéliard   | (Ligue 1)  | Stade René-Gaillard, Niort                   | Samedi 4, 18 h 00   |
| (CFA 2)        | AS Poissy                 | 0-1              | US Concarneau            | (CFA)      | Stade Léo-Lagrange, Poissy                   | Samedi 4, 18 h 00   |
| (CFA)          | SO Romorantin             | 1-2              | Toulouse FC              | (Ligue 1)  | Stade Jules-Ladoumègue, Romorantin-Lanthenay | Samedi 4, 18 h 00   |
| (Ligue 1)      | Stade rennais             | 1-1 (8-7 t.a.b.) | Valenciennes FC          | (Ligue 1)  | Stade de la route de Lorient, Rennes         | Samedi 4, 20 h 45   |
| (PH (Div. 8))  | Marcq-en-Barœul Olympique | 2-6              | AJ Auxerre               | (Ligue 2)  | Stade Georges-Niquet, Marcq-en-Barœul        | Dimanche 5, 12 h 00 |
| (DH (Div. 6    | Saint Amand FC            | 1-1 (2-4 t.a.b.) | IC Croix                 | (CFA 2)    | Stade municipal, Saint-Amand-les-Eaux        | Dimanche 5, 14 h 00 |
| (DHR (Div. 7)) | Marseille La Cayolle AS   | 0-2              | L'Île-Rousse football    | (CFA 2)    | Stade Francis-Turcan, Martigues              | Dimanche 5, 14 h 00 |
| (National)     | FC Bourg-Péronnas         | 0-2              | EA Guingamp              | (Ligue 1)  | Stade Marcel-Verchère, Bourg-en-Bresse       | Dimanche 5, 14 h 00 |
| (CFA)          | AC Amiens                 | 1-3              | LOSC Lille               | (Ligue 1)  | Stade de la Licorne, Amiens                  | Dimanche 5, 14 h 15 |
| (Ligue 1)      | SC Bastia                 | 1-0              | Évian Thonon Gaillard    | (Ligue 1)  | Stade Armand-Césari, Furiani                 | Dimanche 5, 14 h 15 |
| (Ligue 1)      | FC Nantes                 | 0-2              | OGC Nice                 | (Ligue 1)  | Stade de la Beaujoire, Nantes                | Dimanche 5, 14 h 15 |
| (DH (Div. 6))  | La Suze-sur-Sarthe FC     | 1-6              | Olympique lyonnais       | (Ligue 1)  | MMArena, Le Mans                             | Dimanche 5, 14 h 15 |
| (CFA)          | Rodez AF                  | 0-2              | Montpellier HSC          | (Ligue 1)  | Stade Paul-Lignon, Rodez                     | Dimanche 5, 14 h 15 |
| (CFA)          | Raon-l'Étape              | 1-2              | Girondins de Bordeaux    | (Ligue 1)  | Stade Paul-Gasser, Raon-l'Étape              | Dimanche 5, 14 h 15 |
| (DSE (Div. 7)) | FC Quimperlé              | 1-2              | AC Ajaccio               | (Ligue 1)  | Stade Jean-Charter, Quimperlé                | Dimanche 5, 14 h 30 |
| (National)     | Vannes OC                 | 2-3              | AS Monaco FC             | (Ligue 1)  | Stade de la Rabine, Vannes                   | Dimanche 5, 17 h 00 |
| (CFA 2)        | FC Sète                   | 2-0              | USJA Carquefou           | (National) | Stade Louis-Michel, Sète                     | Dimanche 5, 18 h 00 |
| (Ligue 1)      | Olympique de Marseille    | 2-0 a.p.         | Stade de Reims           | (Ligue 1)  | Stade Vélodrome, Marseille                   | Dimanche 5, 20 h 45 |
| (Ligue 2)      | Stade brestois            | 2-5              | Paris Saint-Germain      | (Ligue 1)  | Stade Francis-Le Blé, Brest                  | Mercredi 8, 19 h 00 |
| (CFA)          | Jura Sud Foot             | 1-0              | US Créteil-Lusitanos     | (Ligue 2)  | Stade municipal, Moirans-en-Montagne         | Mercredi 8, 20 h 00 |
| (CFA)          | AS Cannes                 | 1-1 (4-3 t.a.b.) | AS Saint-Étienne         | (Ligue 1)  | Stade Pierre-de-Coubertin, Cannes            | Mardi 14, 18 h 30   |

### Seizièmes de finale
Légende : (1) Ligue 1, (2) Ligue 2 , (3) National, (4) CFA, (5) CFA 2
| Mardi 21 janvier 2014 | AC Ajaccio (1) | 0 - 2   | (2) SM Caen           |                                                                           |                                                                           |
| 18 h 00               |                | (0 - 0) | 63e Autret · 74e Fajr | Stade François-Coty, Ajaccio Spectateurs : 1 500 Arbitrage : Saïd Ennjimi | Stade François-Coty, Ajaccio Spectateurs : 1 500 Arbitrage : Saïd Ennjimi |
| 18 h 00               | Rapport        |         |                       | Stade François-Coty, Ajaccio Spectateurs : 1 500 Arbitrage : Saïd Ennjimi | Stade François-Coty, Ajaccio Spectateurs : 1 500 Arbitrage : Saïd Ennjimi |

| Mardi 21 janvier 2014 | RC Lens (2)                 | 2 - 1 a. p. | (1) SC Bastia |                                                                               |                                                                               |
| 18 h 30               | Chavarría 87e · N'Diaye 94e | (0 - 0)     | 62e Khazri    | Stade Bollaert-Delelis, Lens Spectateurs : 20 341 Arbitrage : Lionel Jaffredo | Stade Bollaert-Delelis, Lens Spectateurs : 20 341 Arbitrage : Lionel Jaffredo |
| 18 h 30               | Rapport                     |             |               | Stade Bollaert-Delelis, Lens Spectateurs : 20 341 Arbitrage : Lionel Jaffredo | Stade Bollaert-Delelis, Lens Spectateurs : 20 341 Arbitrage : Lionel Jaffredo |

| Mardi 21 janvier 2014 | Angers SCO (2) | 1 - 0   | (1) FC Sochaux-Montbéliard |                                                                         |                                                                         |
| 19 h 00               | Konaté 70e     | (0 - 0) |                            | Stade Jean-Bouin, Angers Spectateurs : 7 238 Arbitrage : Antony Gautier | Stade Jean-Bouin, Angers Spectateurs : 7 238 Arbitrage : Antony Gautier |
| 19 h 00               | Rapport        |         |                            | Stade Jean-Bouin, Angers Spectateurs : 7 238 Arbitrage : Antony Gautier | Stade Jean-Bouin, Angers Spectateurs : 7 238 Arbitrage : Antony Gautier |

| Mardi 21 janvier 2014 | US Boulogne (3) | 0 - 2   | (1) Stade rennais           |                                                                                        |                                                                                        |
| 19 h 00               |                 | (0 - 1) | 9e Konradsen · 90+1e Romero | Stade de la Libération, Boulogne-sur-Mer Spectateurs : 4 570 Arbitrage : Wilfried Bien | Stade de la Libération, Boulogne-sur-Mer Spectateurs : 4 570 Arbitrage : Wilfried Bien |
| 19 h 00               | Rapport         |         |                             | Stade de la Libération, Boulogne-sur-Mer Spectateurs : 4 570 Arbitrage : Wilfried Bien | Stade de la Libération, Boulogne-sur-Mer Spectateurs : 4 570 Arbitrage : Wilfried Bien |

| Mardi 21 janvier 2014 | FC Sète (5)            | 2 - 0   | (4) Jura Sud Foot |                                                       |                                                       |
| 19 h 00               | Gelly 32e · Gensel 63e | (1 - 0) |                   | Stade Louis-Michel, Sète Arbitrage : Alexandre Castro | Stade Louis-Michel, Sète Arbitrage : Alexandre Castro |
| 19 h 00               | Rapport                |         |                   | Stade Louis-Michel, Sète Arbitrage : Alexandre Castro | Stade Louis-Michel, Sète Arbitrage : Alexandre Castro |

| Mardi 21 janvier 2014 | US Concarneau (4) | 2 - 3 a. p. | (1) EA Guingamp                  |                                                                            |                                                                            |
| 19 h 30               | Gargam 83e 99e    | (0 - 0)     | 64e 103e Yatabaré · 104e Beauvue | Stade Guy-Piriou, Concarneau Spectateurs : 6 200 Arbitrage : Fredy Fautrel | Stade Guy-Piriou, Concarneau Spectateurs : 6 200 Arbitrage : Fredy Fautrel |
| 19 h 30               | Rapport           |             |                                  | Stade Guy-Piriou, Concarneau Spectateurs : 6 200 Arbitrage : Fredy Fautrel | Stade Guy-Piriou, Concarneau Spectateurs : 6 200 Arbitrage : Fredy Fautrel |

| Mardi 21 janvier 2014 | IC Croix (5) | 0 - 3   | (1) LOSC Lille                     |                                                                                          |                                                                                          |
| 19 h 30               |              | (0 - 1) | 17e Kjær · 57e de Melo · 88e Origi | Stadium Lille Métropole, Villeneuve-d'Ascq Spectateurs : 5 892 Arbitrage : Mikaël Lesage | Stadium Lille Métropole, Villeneuve-d'Ascq Spectateurs : 5 892 Arbitrage : Mikaël Lesage |
| 19 h 30               | Rapport      |         |                                    | Stadium Lille Métropole, Villeneuve-d'Ascq Spectateurs : 5 892 Arbitrage : Mikaël Lesage | Stadium Lille Métropole, Villeneuve-d'Ascq Spectateurs : 5 892 Arbitrage : Mikaël Lesage |

| Mardi 21 janvier 2014 | CA Bastia (2)        | 2 - 2 5 - 4 t. a. b. | (2) Chamois niortais              |                                                                             |                                                                             |
| 20 h 00               | Camara 35e · Mba 89e | (1 - 0)              | 72e Lafourcade · 86e (csc) Oswald | Stade Armand Cesari, Bastia Spectateurs : 1 137 Arbitrage : Stéphane Jochem | Stade Armand Cesari, Bastia Spectateurs : 1 137 Arbitrage : Stéphane Jochem |
| 20 h 00               | Rapport              |                      |                                   | Stade Armand Cesari, Bastia Spectateurs : 1 137 Arbitrage : Stéphane Jochem | Stade Armand Cesari, Bastia Spectateurs : 1 137 Arbitrage : Stéphane Jochem |
| 20 h 00               | Tirs au but 5 - 4    |                      |                                   | Stade Armand Cesari, Bastia Spectateurs : 1 137 Arbitrage : Stéphane Jochem | Stade Armand Cesari, Bastia Spectateurs : 1 137 Arbitrage : Stéphane Jochem |

| Mardi 21 janvier 2014 | Olympique de Marseille (1)                           | 4 - 5   | (1) OGC Nice                                                         |                                                                            |                                                                            |
| 21 h 00               | Gignac 4e · Thauvin 24e · Gignac 58e · Diawara 90+2e | (2 - 3) | 5e Bosetti · 18e Maupay · 45+1e Puel · 51e (pen.) Brüls · 88e Abriel | Stade Vélodrome, Marseille Spectateurs : 8 240 Arbitrage : Stéphane Lannoy | Stade Vélodrome, Marseille Spectateurs : 8 240 Arbitrage : Stéphane Lannoy |
| 21 h 00               | Rapport                                              |         |                                                                      | Stade Vélodrome, Marseille Spectateurs : 8 240 Arbitrage : Stéphane Lannoy | Stade Vélodrome, Marseille Spectateurs : 8 240 Arbitrage : Stéphane Lannoy |

| Mercredi 22 janvier 2014 | Monts d'Or Azergues (4) | 0 - 3   | (1) AS Monaco                |                                                                      |                                                                      |
| 17 h 00                  |                         | (0 - 1) | 29e Falcao · 63e 72e Rivière | Stade de Gerland, Lyon Spectateurs : 8 708 Arbitrage : Philippe Kalt | Stade de Gerland, Lyon Spectateurs : 8 708 Arbitrage : Philippe Kalt |
| 17 h 00                  | Rapport                 |         |                              | Stade de Gerland, Lyon Spectateurs : 8 708 Arbitrage : Philippe Kalt | Stade de Gerland, Lyon Spectateurs : 8 708 Arbitrage : Philippe Kalt |

| Mercredi 22 janvier 2014 | FB Île-Rousse (5) | 0 - 0 4 - 3 t. a. b. | (1) Girondins de Bordeaux |                                                            |                                                            |
| 17 h 00                  |                   | (0 - 0)              |                           | Stade Ange-Casanova, Ajaccio Arbitrage : Bartolomeu Varela | Stade Ange-Casanova, Ajaccio Arbitrage : Bartolomeu Varela |
| 17 h 00                  | Rapport           |                      |                           | Stade Ange-Casanova, Ajaccio Arbitrage : Bartolomeu Varela | Stade Ange-Casanova, Ajaccio Arbitrage : Bartolomeu Varela |
| 17 h 00                  | Tirs au but 4 - 3 |                      |                           | Stade Ange-Casanova, Ajaccio Arbitrage : Bartolomeu Varela | Stade Ange-Casanova, Ajaccio Arbitrage : Bartolomeu Varela |

| Mercredi 22 janvier 2014 | AS Yzeure (4) | 1 - 3   | (1) Olympique lyonnais                     |                                                                                        |                                                                                        |
| 19 h 00                  | Mbaye 74e     | (0 - 0) | 76e Briand · 81e Gourcuff · 85e Malbranque | Stade Gabriel-Montpied, Clermont-Ferrand Spectateurs : 9 000 Arbitrage : Benoît Millot | Stade Gabriel-Montpied, Clermont-Ferrand Spectateurs : 9 000 Arbitrage : Benoît Millot |
| 19 h 00                  | Rapport       |         |                                            | Stade Gabriel-Montpied, Clermont-Ferrand Spectateurs : 9 000 Arbitrage : Benoît Millot | Stade Gabriel-Montpied, Clermont-Ferrand Spectateurs : 9 000 Arbitrage : Benoît Millot |

| Mercredi 22 janvier 2014 | AS Moulins (4)   | 2 - 1   | (1) Toulouse FC |                                                                                            |                                                                                            |
| 19 h 30                  | Da Silva 46e 86e | (0 - 1) | 31e Ben Basat   | Stade Hector Rolland, Moulins-sur-Allier Spectateurs : 3 500 Arbitrage : Sébastien Desiage | Stade Hector Rolland, Moulins-sur-Allier Spectateurs : 3 500 Arbitrage : Sébastien Desiage |
| 19 h 30                  | Rapport          |         |                 | Stade Hector Rolland, Moulins-sur-Allier Spectateurs : 3 500 Arbitrage : Sébastien Desiage | Stade Hector Rolland, Moulins-sur-Allier Spectateurs : 3 500 Arbitrage : Sébastien Desiage |

| Mercredi 22 janvier 2014 | Paris Saint-Germain (1) | 1 - 2   | (1) Montpellier HSC      |                                                                        |                                                                        |
| 20 h 55                  | Cavani 30e              | (1 - 1) | 20e Congré · 69e Montaño | Parc des Princes, Paris Spectateurs : 45 000 Arbitrage : Olivier Thual | Parc des Princes, Paris Spectateurs : 45 000 Arbitrage : Olivier Thual |
| 20 h 55                  | Rapport                 |         |                          | Parc des Princes, Paris Spectateurs : 45 000 Arbitrage : Olivier Thual | Parc des Princes, Paris Spectateurs : 45 000 Arbitrage : Olivier Thual |

| Jeudi 23 janvier 2014 | AJ Auxerre (2)                                 | 3 - 2 a. p. | (2) Dijon FCO               |                                                                                   |                                                                                   |
| 18 h 30               | Aït Ben Idir 35e · Ntep 64e · Kitambala 120+1e | (1 - 0)     | 65e Bérenguer · 82e Tavares | Stade de l'Abbé-Deschamps, Auxerre Spectateurs : 3 983 Arbitrage : Antony Gautier | Stade de l'Abbé-Deschamps, Auxerre Spectateurs : 3 983 Arbitrage : Antony Gautier |
| 18 h 30               | Rapport                                        |             |                             | Stade de l'Abbé-Deschamps, Auxerre Spectateurs : 3 983 Arbitrage : Antony Gautier | Stade de l'Abbé-Deschamps, Auxerre Spectateurs : 3 983 Arbitrage : Antony Gautier |

| Jeudi 23 janvier 2014 | AS Cannes (4) | 1 - 0   | (4) Stade plabennécois |                                                              |                                                              |
| 20 h 00               | Zobiri 28e    | (1 - 0) |                        | Stade Pierre-de-Coubertin, Cannes Arbitrage : Amaury Delerue | Stade Pierre-de-Coubertin, Cannes Arbitrage : Amaury Delerue |
| 20 h 00               | Rapport       |         |                        | Stade Pierre-de-Coubertin, Cannes Arbitrage : Amaury Delerue | Stade Pierre-de-Coubertin, Cannes Arbitrage : Amaury Delerue |

### Huitièmes de finale
Légende : (1) Ligue 1, (2) Ligue 2 , (3) National, (4) CFA, (5) CFA 2
| Mardi 11 février 2014 | AS Cannes (4) | 1 - 0 a. p.      | (1) Montpellier HSC |                                                                                |                                                                                |
| 18 h 30               | Zobiri 119e   | (0 - 0 ; 0 - 0 ) |                     | Stade Pierre-de-Coubertin, Cannes Spectateurs : 4 000 Arbitrage : Ruddy Buquet | Stade Pierre-de-Coubertin, Cannes Spectateurs : 4 000 Arbitrage : Ruddy Buquet |
| 18 h 30               | Rapport       |                  |                     | Stade Pierre-de-Coubertin, Cannes Spectateurs : 4 000 Arbitrage : Ruddy Buquet | Stade Pierre-de-Coubertin, Cannes Spectateurs : 4 000 Arbitrage : Ruddy Buquet |

| Mardi 11 février 2014 | Angers SCO (2)                                      | 4 - 2 a. p.             | (2) CA Bastia |                                                                        |                                                                        |
| 20 h 00               | Ayari 57e · Diers 105e · Yattara 113e · Blayac 117e | (0 - 1 ; 1 - 1 ; 2 - 2) | 31e 105e Mba  | Stade Jean-Bouin, Angers Spectateurs : 6 401 Arbitrage : Olivier Thual | Stade Jean-Bouin, Angers Spectateurs : 6 401 Arbitrage : Olivier Thual |
| 20 h 00               | Rapport                                             |                         |               | Stade Jean-Bouin, Angers Spectateurs : 6 401 Arbitrage : Olivier Thual | Stade Jean-Bouin, Angers Spectateurs : 6 401 Arbitrage : Olivier Thual |

| Mardi 11 février 2014 | LOSC Lille (1)                                       | 3 - 3 6 - 5 t. a. b. | (2) SM Caen                                       |                                                                                        |                                                                                        |
| 20 h 45               | Rodelin 33e · Delaplace 77e · Roux 83e               | (1 - 2)              | 14e 29e Koïta · 90+3e (csc) Rodelin               | Stade Pierre-Mauroy, Villeneuve-d'Ascq Spectateurs : 7 000 Arbitrage : Lionel Jaffredo | Stade Pierre-Mauroy, Villeneuve-d'Ascq Spectateurs : 7 000 Arbitrage : Lionel Jaffredo |
| 20 h 45               | Rapport                                              |                      |                                                   | Stade Pierre-Mauroy, Villeneuve-d'Ascq Spectateurs : 7 000 Arbitrage : Lionel Jaffredo | Stade Pierre-Mauroy, Villeneuve-d'Ascq Spectateurs : 7 000 Arbitrage : Lionel Jaffredo |
| 20 h 45               | Baša · Balmont · Origi · Rodelin · Sidibé · Rozehnal | Tirs au but 6 - 5    | Saad · Duhamel · Calvé · Appiah · Kodjia · Autret | Stade Pierre-Mauroy, Villeneuve-d'Ascq Spectateurs : 7 000 Arbitrage : Lionel Jaffredo | Stade Pierre-Mauroy, Villeneuve-d'Ascq Spectateurs : 7 000 Arbitrage : Lionel Jaffredo |

| Mercredi 12 février 2014 | FB Île-Rousse (5) | 0 - 2   | (1) EA Guingamp         |                                                         |                                                         |
| 16 h 45                  |                   | (0 - 1) | 40e Cerdan · 57e Diallo | Stade François-Coty, Ajaccio Arbitrage : Antony Gautier | Stade François-Coty, Ajaccio Arbitrage : Antony Gautier |
| 16 h 45                  | Rapport           |         |                         | Stade François-Coty, Ajaccio Arbitrage : Antony Gautier | Stade François-Coty, Ajaccio Arbitrage : Antony Gautier |

| Mercredi 12 février 2014 | AJ Auxerre (2) | 0 - 1   | (1) Stade rennais |                                                                                     |                                                                                     |
| 18 h 45                  |                | (0 - 1) | 23e Kadir         | Stade de l'Abbé-Deschamps, Auxerre Spectateurs : 6 968 Arbitrage : Alexandre Castro | Stade de l'Abbé-Deschamps, Auxerre Spectateurs : 6 968 Arbitrage : Alexandre Castro |
| 18 h 45                  | Rapport        |         |                   | Stade de l'Abbé-Deschamps, Auxerre Spectateurs : 6 968 Arbitrage : Alexandre Castro | Stade de l'Abbé-Deschamps, Auxerre Spectateurs : 6 968 Arbitrage : Alexandre Castro |

| Mercredi 12 février 2014 | AS Moulins (4)                      | 3 - 1   | (5) FC Sète |                                                         |                                                         |
| 19 h 30                  | Da Silva 43e 53e · Burdin 90e (csc) | (1 - 1) | 3e Rouve    | Stade Hector-Rolland, Moulins Arbitrage : Wilfried Bien | Stade Hector-Rolland, Moulins Arbitrage : Wilfried Bien |
| 19 h 30                  | Rapport                             |         |             | Stade Hector-Rolland, Moulins Arbitrage : Wilfried Bien | Stade Hector-Rolland, Moulins Arbitrage : Wilfried Bien |

| Mercredi 12 février 2014 | OGC Nice (1) | 0 - 1 a. p.      | (1) AS Monaco |                                                     |                                                     |
| 20 h 55                  |              | (0 - 0 ; 0 - 0 ) | 114e Berbatov | Allianz Riviera, Nice Arbitrage : Nicolas Rainville | Allianz Riviera, Nice Arbitrage : Nicolas Rainville |
| 20 h 55                  | Rapport      |                  |               | Allianz Riviera, Nice Arbitrage : Nicolas Rainville | Allianz Riviera, Nice Arbitrage : Nicolas Rainville |

| Jeudi 13 février 2014 | Olympique lyonnais (1) | 1 - 2 a. p.             | (2) RC Lens                        |                                                                        |                                                                        |
| 20 h 45               | Briand 9e              | (1 - 0 ; 1 - 1 ; 1 - 2) | 90+3e (pen.) Valdivia · 94e Gbamin | Stade de Gerland, Lyon Spectateurs : 14 703 Arbitrage : Clément Turpin | Stade de Gerland, Lyon Spectateurs : 14 703 Arbitrage : Clément Turpin |
| 20 h 45               | Rapport                |                         |                                    | Stade de Gerland, Lyon Spectateurs : 14 703 Arbitrage : Clément Turpin | Stade de Gerland, Lyon Spectateurs : 14 703 Arbitrage : Clément Turpin |

### Quarts de finale
Légende : (1) Ligue 1, (2) Ligue 2 , (4) CFA
| 25 mars 2014 | AS Moulins (4)    | 0 - 0 2 - 4 t. a. b. | (2) Angers SCO |                                                                                |                                                                                |
| 20 h 45      |                   | (0 - 0)              |                | Stade Jean-Laville, Gueugnon Spectateurs : 11 950 Arbitrage : Alexandre Castro | Stade Jean-Laville, Gueugnon Spectateurs : 11 950 Arbitrage : Alexandre Castro |
| 20 h 45      | Rapport           |                      |                | Stade Jean-Laville, Gueugnon Spectateurs : 11 950 Arbitrage : Alexandre Castro | Stade Jean-Laville, Gueugnon Spectateurs : 11 950 Arbitrage : Alexandre Castro |
| 20 h 45      | Tirs au but 2 - 4 |                      |                | Stade Jean-Laville, Gueugnon Spectateurs : 11 950 Arbitrage : Alexandre Castro | Stade Jean-Laville, Gueugnon Spectateurs : 11 950 Arbitrage : Alexandre Castro |

| 26 mars 2014 | AS Cannes (4) | 0 - 2   | (1) EA Guingamp  |                                                                                  |                                                                                  |
| 18 h 45      |               | (0 - 0) | 71e 83e Yatabaré | Stade Pierre-de-Coubertin, Cannes Spectateurs : 6 500 Arbitrage : Clément Turpin | Stade Pierre-de-Coubertin, Cannes Spectateurs : 6 500 Arbitrage : Clément Turpin |
| 18 h 45      | Rapport       |         |                  | Stade Pierre-de-Coubertin, Cannes Spectateurs : 6 500 Arbitrage : Clément Turpin | Stade Pierre-de-Coubertin, Cannes Spectateurs : 6 500 Arbitrage : Clément Turpin |

| 26 mars 2014 | AS Monaco (1)                                                                 | 6 - 0   | (2) RC Lens |                                                                       |                                                                       |
| 20 h 55      | Ocampos 17e 67e · Berbatov 41e · Rivière 54e · Fabinho 58e · Landre 85e (csc) | (2 - 0) |             | Stade Louis-II, Monaco Spectateurs : 6 000 Arbitrage : Benoît Bastien | Stade Louis-II, Monaco Spectateurs : 6 000 Arbitrage : Benoît Bastien |
| 20 h 55      | Rapport                                                                       |         |             | Stade Louis-II, Monaco Spectateurs : 6 000 Arbitrage : Benoît Bastien | Stade Louis-II, Monaco Spectateurs : 6 000 Arbitrage : Benoît Bastien |

| 27 mars 2014 | Stade rennais (1)                 | 2 - 0   | (1) LOSC Lille |                                                                                       |                                                                                       |
| 20 h 45      | Grosicki 34e · Alessandrini 90+1e | (1 - 0) |                | Stade de la route de Lorient, Rennes Spectateurs : 27 849 Arbitrage : Laurent Duhamel | Stade de la route de Lorient, Rennes Spectateurs : 27 849 Arbitrage : Laurent Duhamel |
| 20 h 45      | Rapport                           |         |                | Stade de la route de Lorient, Rennes Spectateurs : 27 849 Arbitrage : Laurent Duhamel | Stade de la route de Lorient, Rennes Spectateurs : 27 849 Arbitrage : Laurent Duhamel |

### Demi-finales
Légende : (1) Ligue 1, (2) Ligue 2
| 15 avril 2014 | Stade rennais (1)                        | 3 - 2   | (2) Angers SCO        |                                                                                    |                                                                                    |
| 21 h 00       | Toivonen 15e · Grosicki 36e · Makoun 48e | (2 - 1) | 3e 89e (pen.) Yattara | Stade de la route de Lorient, Rennes Spectateurs : 28 857 Arbitrage : Saïd Ennjimi | Stade de la route de Lorient, Rennes Spectateurs : 28 857 Arbitrage : Saïd Ennjimi |
| 21 h 00       | Rapport                                  |         |                       | Stade de la route de Lorient, Rennes Spectateurs : 28 857 Arbitrage : Saïd Ennjimi | Stade de la route de Lorient, Rennes Spectateurs : 28 857 Arbitrage : Saïd Ennjimi |

| 16 avril 2014 | EA Guingamp (1)              | 3 - 1 a. p.      | (1) AS Monaco |                                                                              |                                                                              |
| 21 h 00       | Yatabaré 6e 117e · Atik 112e | (1 - 1 ; 1 - 1 ) | 36e Berbatov  | Stade de Roudourou, Guingamp Spectateurs : 15 758 Arbitrage : Antony Gautier | Stade de Roudourou, Guingamp Spectateurs : 15 758 Arbitrage : Antony Gautier |
| 21 h 00       | Rapport                      |                  |               | Stade de Roudourou, Guingamp Spectateurs : 15 758 Arbitrage : Antony Gautier | Stade de Roudourou, Guingamp Spectateurs : 15 758 Arbitrage : Antony Gautier |

### Finale
La finale a eu lieu le samedi 3 mai 2014 à 21h au Stade de France. C'est la deuxième fois que l'En Avant de Guingamp bat le Stade rennais en finale de Coupe de France, après leur victoire en 2009.
| ·                  |                       |     |
| Titulaires :       |                       |     |
|                    |                       |     |
| 1                  | Benoit Costil         |     |
| 22                 | Sylvain Armand        |     |
| 5                  | Jean-Armel Kana-Biyik |     |
| 12                 | Steven Moreira        |     |
| 29                 | Romain Danzé          |     |
| 15                 | Jean II Makoun        | 68e |
| 23                 | Anders Konradsen      | 62e |
| 28                 | Abdoulaye Doucouré    |     |
| 6                  | Kamil Grosicki        | 52e |
| 19                 | Romain Alessandrini   |     |
| 9                  | Ola Toivonen          |     |
|                    |                       |     |
| Remplaçants :      |                       |     |
| 24                 | Paul-Georges Ntep     | 52e |
| 11                 | Nelson Oliveira       | 62e |
| 17                 | Vincent Pajot         | 68e |
|                    |                       |     |
| Entraîneur :       |                       |     |
| Philippe Montanier |                       |     |

| ·                  |                          |     |
| Titulaires :       |                          |     |
|                    |                          |     |
| 30                 | Mamadou Samassa          |     |
| 15                 | Jérémy Sorbon            |     |
| 29                 | Christophe Kerbrat       |     |
| 7                  | Dorian Lévêque           |     |
| 6                  | Jonathan Martins Pereira |     |
| 18                 | Lionel Mathis            |     |
| 10                 | Younousse Sankharé       |     |
| 11                 | Steeven Langil           | 79e |
| 8                  | Claudio Beauvue          | 84e |
| 13                 | Christophe Mandanne      | 69e |
| 9                  | Mustapha Yatabaré        |     |
|                    |                          |     |
| Remplaçants :      |                          |     |
| 5                  | Mustapha Diallo          | 69e |
| 26                 | Thibault Giresse         | 79e |
| 28                 | Fatih Atik               | 84e |
|                    |                          |     |
| Entraîneur :       |                          |     |
| Jocelyn Gourvennec |                          |     |

| ·                  |                       |     |
| Titulaires :       |                       |     |
|                    |                       |     |
| 1                  | Benoit Costil         |     |
| 22                 | Sylvain Armand        |     |
| 5                  | Jean-Armel Kana-Biyik |     |
| 12                 | Steven Moreira        |     |
| 29                 | Romain Danzé          |     |
| 15                 | Jean II Makoun        | 68e |
| 23                 | Anders Konradsen      | 62e |
| 28                 | Abdoulaye Doucouré    |     |
| 6                  | Kamil Grosicki        | 52e |
| 19                 | Romain Alessandrini   |     |
| 9                  | Ola Toivonen          |     |
|                    |                       |     |
| Remplaçants :      |                       |     |
| 24                 | Paul-Georges Ntep     | 52e |
| 11                 | Nelson Oliveira       | 62e |
| 17                 | Vincent Pajot         | 68e |
|                    |                       |     |
| Entraîneur :       |                       |     |
| Philippe Montanier |                       |     |

| ·                  |                          |     |
| Titulaires :       |                          |     |
|                    |                          |     |
| 30                 | Mamadou Samassa          |     |
| 15                 | Jérémy Sorbon            |     |
| 29                 | Christophe Kerbrat       |     |
| 7                  | Dorian Lévêque           |     |
| 6                  | Jonathan Martins Pereira |     |
| 18                 | Lionel Mathis            |     |
| 10                 | Younousse Sankharé       |     |
| 11                 | Steeven Langil           | 79e |
| 8                  | Claudio Beauvue          | 84e |
| 13                 | Christophe Mandanne      | 69e |
| 9                  | Mustapha Yatabaré        |     |
|                    |                          |     |
| Remplaçants :      |                          |     |
| 5                  | Mustapha Diallo          | 69e |
| 26                 | Thibault Giresse         | 79e |
| 28                 | Fatih Atik               | 84e |
|                    |                          |     |
| Entraîneur :       |                          |     |
| Jocelyn Gourvennec |                          |     |

## Synthèse

### Nombre d'équipes par division et par tour
| Ligue 1 20 clubs                                    | non présents | non présents | 20           | 14           | 7            | 4            | 3            | 2            |              |              |              |
| Ligue 2 20 clubs                                    | 20           | 14           | 10           | 7            | 5            | 2            | 1            | non présents | non présents | non présents | non présents |
| National 18 clubs                                   | 8            | 6            | 4            | 1            | non présents | non présents | non présents | non présents |              |              |              |
| CFA 53 clubs (hors réserves)                        | 30           | 27           | 16           | 7            | 2            | 2            | non présents | non présents | non présents | non présents | non présents |
| CFA2 79 clubs (hors réserves)                       | 25           | 13           | 7            | 3            | 2            | non présents | non présents | non présents | non présents | non présents |              |
| Division d'Honneur Élites régionales hors Outre-mer | 42           | 16           | 4            | non présents | non présents | non présents | non présents | non présents |              |              |              |
| Autres divisions                                    | 44           | 11           | 3            | non présents | non présents | non présents | non présents | non présents |              |              |              |
| Outre-mer                                           | 7            | 1            | non présents | non présents | non présents | non présents | non présents | non présents |              |              |              |
| Total                                               | 176          | 88           | 64           | 32           | 16           | 8            | 4            | 2            |              |              |              |

### Le parcours des clubs de L1 et L2
- Les clubs de Ligue 2 font leur entrée dans la compétition lors du septième tour.
- Les clubs de Ligue 1 font leur entrée dans la compétition lors des trente-deuxièmes de finale.

| Club (Ligue 1) | Saison précédente | Saison 2013-2014                                                     |
| -------------- | ----------------- | -------------------------------------------------------------------- |
| Paris SG       | 1/4 de finale     | 1/16 de finale c. Montpellier HSC (Ligue 1) [1-2]                    |
| Marseille      | 1/8 de finale     | 1/16 de finale c. OGC Nice (Ligue 1) [4-5]                           |
| Lyon           | 1/32 de finale    | 1/8 de finale c. RC Lens (Ligue 2) [1-2 ap]                          |
| Nice           | 1/16 de finale    | 1/8 de finale c. Monaco (Ligue 1) [0-1]                              |
| Saint-Étienne  | 1/4 de finale     | 1/32 de finale c. AS Cannes (CFA) [1-1 ap (4-3 t.a.b)]               |
| Lille          | 1/8 de finale     | 1/4 de finale c. Rennes (Ligue 1) [2-0]                              |
| Bordeaux       | Vainqueur         | 1/16 de finale c. Île-Rousse Monticello (CFA 2) [0-0 ap (4-3 t.a.b)] |
| Lorient        | Demi-finale       | 1/32 de finale c. AS Yzeure (CFA) [1-0]                              |
| Montpellier    | 1/16 de finale    | 1/8 de finale c. AS Cannes (CFA) [1-0 ap]                            |
| Toulouse       | 1/16 de finale    | 1/16 de finale c. AS Moulins (CFA) [2-1]                             |
| Valenciennes   | 1/32 de finale    | 1/32 de finale c. Stade rennais (Ligue 1) [1-1 ap (8-7 t.a.b)]       |
| Bastia         | 1/32 de finale    | 1/16 de finale c. RC Lens (Ligue 2) [2-1 ap]                         |
| Rennes         | 1/32 de finale    | Finale c. Guingamp (Ligue 1) [2-0]                                   |
| Reims          | 1/32 de finale    | 1/32 de finale c. Olympique de Marseille (Ligue 1) [2-0 ap]          |
| Sochaux        | 1/8 de finale     | 1/16 de finale c. Angers SCO (Ligue 2) [1-0]                         |
| Évian TG       | Finale            | 1/32 de finale c. SC Bastia (Ligue 1) [1-0]                          |
| AC Ajaccio     | 1/32 de finale    | 1/16 de finale c. SM Caen (Ligue 2) [2-0]                            |
| Monaco         | 8e tour           | Demi-finale c. Guingamp (Ligue 1) [3-1 ap]                           |
| Guingamp       | 1/32 de finale    | Vainqueur c. Stade rennais (Ligue 1) [2-0]                           |
| Nantes         | 1/16 de finale    | 1/32 de finale c. OGC Nice (Ligue 1) [2-0]                           |

| Club (Ligue 2)       | Saison précédente | Saison 2013-2014                                            |
| -------------------- | ----------------- | ----------------------------------------------------------- |
| Nancy                | 1/4 de finale     | 8e tour c. AJ Auxerre (L2) [3-1]                            |
| Troyes               | Demi-finale       | 8e tour c. AS. Cannes (CFA) [2-1]                           |
| Brest                | 1/8 de finale     | 1/32 de finale c. Paris SG (Ligue 1) [2-5]                  |
| Caen                 | 1/32 de finale    | 1/8 de finale c. Lille (Ligue 1) [3-3 ap (6-5 t.a.b)]       |
| Angers               | 8e tour           | Demi-finale c. Stade rennais (Ligue 1) [3-2]                |
| Le Havre             | 1/8 de finale     | 7e tour c. Saint Amand FC (DH) [1-0]                        |
| Dijon                | 7e tour           | 1/16 de finale c. AJ Auxerre [3-2 ap]                       |
| Nîmes                | 1/32 de finale    | 7e tour c. Dijon FCO (Ligue 2) [2-1]                        |
| Auxerre              | 7e tour           | 1/8 de finale c. Stade rennais FC (Ligue 1) [1-0]           |
| Tours                | 7e tour           | 7e tour c. Les Herbiers football (CFA) [2-0]                |
| Arles-Avignon        | 1/32 de finale    | 7e tour c. Olympique d'Alès (CFA 2) [3-0]                   |
| Lens                 | 1/4 de finale     | 1/4 de finale c. Monaco (Ligue 1) [6-0]                     |
| Istres               | 1/16 de finale    | 1/32 de finale c. Chasselay foot (CFA) [1-1 ap (3-2 t.a.b)] |
| Clermont             | 7e tour           | 7e tour c. SC Selongéen (DH) [1-0]                          |
| Niort                | 8e tour           | 1/16 de finale c. CA Bastia [2-2 a.p. (5-4 t.a.b)]          |
| Châteauroux          | 1/32 de finale    | 7e tour c. Stade montois (CFA) [2-0]                        |
| Laval                | 8e tour           | 8e tour c. Amiens AC (CFA) [1-0 ap]                         |
| US Créteil-Lusitanos | 6e tour           | 1/32 de finale c. Jura Sud Foot (CFA) [1-0]                 |
| FC Metz              | 1/32 de finale    | 8e tour c. US Créteil-Lusitanos (Ligue 2) [1-0]             |
| CA Bastia            | 1/16 de finale    | 1/8 de finale c. Angers SCO (Ligue 2) [4-2 ap]              |

### Clubs professionnels éliminés par des clubs amateurs
| Club professionnel          | Club amateur                      | Tour           |
| --------------------------- | --------------------------------- | -------------- |
| Amiens SC (National)        | US Chantilly (DH)                 | 6e tour        |
| GFC Ajaccio (National)      | Île-Rousse Monticello (CFA 2)     | 6e tour        |
| Le Havre AC (L2)            | Saint-Amand FC (DH)               | 7e tour        |
| Tours FC (L2)               | Les Herbiers (CFA)                | 7e tour        |
| AC Arles-Avignon (L2)       | Olympique d'Alès (CFA 2)          | 7e tour        |
| Clermont Foot (L2)          | SC Selongey (DH)                  | 7e tour        |
| LB Châteauroux (L2)         | Stade montois (CFA)               | 7e tour        |
| ES Troyes AC (L2)           | AS Cannes (CFA)                   | 8e tour        |
| Stade lavallois (L2)        | AC Amiens (CFA)                   | 8e tour        |
| AS Saint-Étienne (L1)       | AS Cannes (CFA) (2)               | 1/32 de finale |
| FC Lorient (L1)             | AS Yzeure (CFA)                   | 1/32 de finale |
| FC Istres (L2)              | Monts d'Or Azergues (CFA)         | 1/32 de finale |
| US Créteil-Lusitanos (L2)   | Jura Sud Foot (CFA)               | 1/32 de finale |
| Girondins de Bordeaux (L1)  | Île-Rousse Monticello (CFA 2) (2) | 1/16 de finale |
| Toulouse FC (L1)            | AS Moulins (CFA)                  | 1/16 de finale |
| Montpellier-Hérault SC (L1) | AS Cannes (CFA) (3)               | 1/8 de finale  |

## Paris suspects
Le 9 janvier 2014, l'Autorité de régulation des jeux en ligne annonce que des paris "totalement inhabituels" ont été enregistrés le 5 janvier avant le match des trente-deuxièmes de finale opposant le club marseillais de la Cayolle (DHR) au club corse de l'Ile-Rousse (CFA2). Ce dernier s'était alors imposé 2-0 sur le terrain de la Cayolle. Cependant, l'antenne de Marseille de la police judiciaire n'a rien trouvé d'anormal sur cette rencontre.